# John Calvert Nayo Bruce

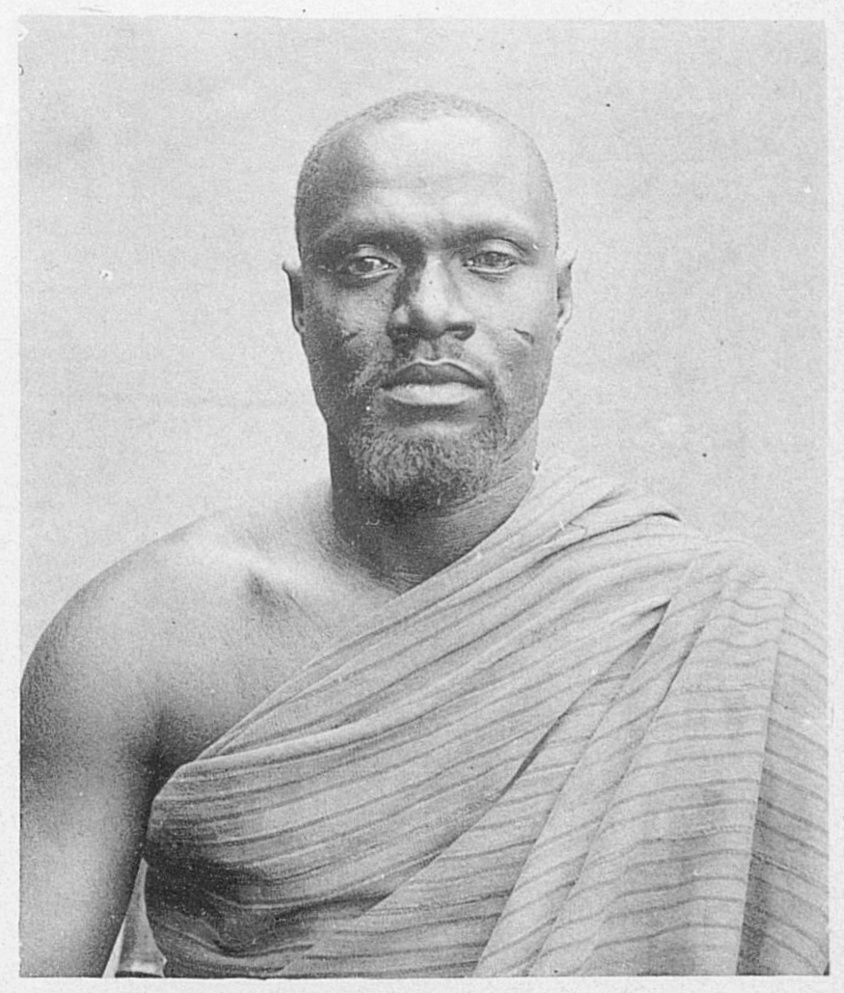
Nayo Bruce, Porträtaufnahme von 1896. Das Foto entstand im Auftrag von Felix von Luschan, der für den offiziellen Bericht zur Kolonialausstellung eine Porträtserie der Völkerschau-Teilnehmer anfertigen ließ.

John Calvert Nayo Bruce (* 1859 in Togo als Nayo Bruce; † 3. März 1919 in Baku) war ein Völkerschau-Impresario aus Togo, der bei der Berliner Kolonialausstellung 1896 das „Togo-Dorf“ organisierte und von 1898 bis zu seinem Tod 1919 mit seiner Völkerschau-Truppe durch zahlreiche europäische Länder tourte.

## Leben

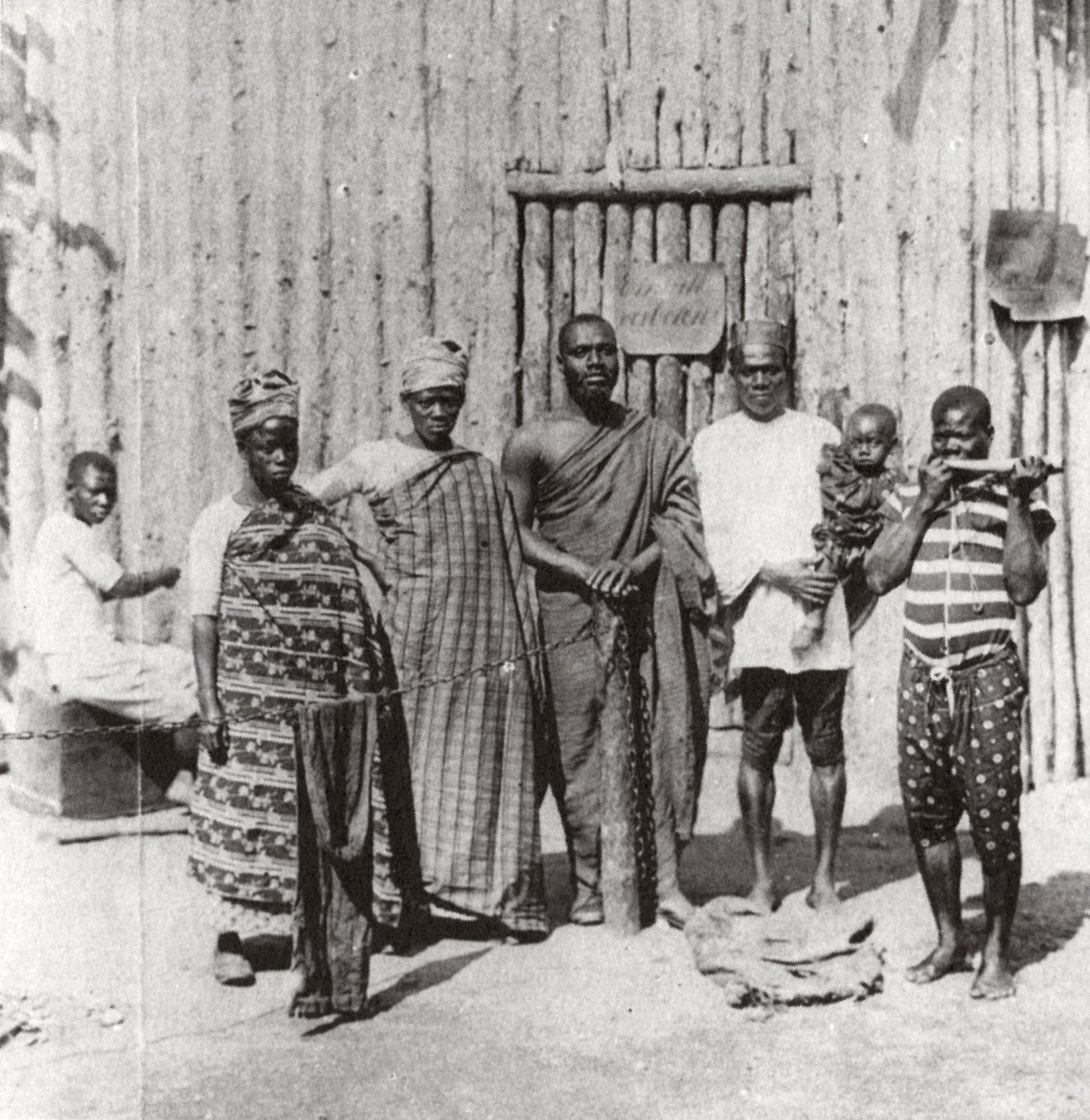
Nayo Bruce (Mitte) mit seinen Ehefrauen Dassi und Ohui Creppy, dem dreijährigen Sohn Kwassi Bruce und weiteren Mitgliedern der Truppe aus Togo während der Berliner Kolonialausstellung im Sommer 1896

Nayo Bruce war der Sohn des Königs Amuzu Djaglidjagli Bruce und lebte bis in die Mitte der 1890er Jahre hauptsächlich in Aného am Togosee nahe der Atlantikküste. Er selbst behauptete, dass seine Familie von einem schottischen Kolonialbeamten abstamme, der mit einer Togolesin zwei Kinder gehabt habe. Als Kind hatte er in Keta die Schule der Bremer Missionare besucht. In Accra unterrichteten ihn später die Methodisten. Im Alter von 16 Jahren ließ sich Bruce taufen und führte seither den Vornamen John Calvert.
Bereits vor seinen drei Reisen nach Europa lebte Bruce in Polygynie und war mehrfach verheiratet. Insgesamt lassen sich nach den Recherchen von Rea Brändle bis zum Lebensende von Nayo Bruce mindestens elf Ehefrauen und über dreißig direkte Nachkommen nachweisen.
Im Oktober 1888 kam Bruce als Völkerschau-Darsteller erstmals in das Deutsche Reich. Ernst Henrici hatte vier Togolesen angeworben, mit denen er bis Februar 1890 auf Werbetour für die Deutsche Togogesellschaft ging.  Nach der ersten Europareise arbeitete Bruce bei der deutschen Kolonialverwaltung in Togo. 1895 erhielt er den Auftrag, für die Berliner Kolonialausstellung (im Rahmen der Berliner Gewerbeausstellung) eines von fünf afrikanischen Dörfern rund um den Karpfenteich im Treptower Park zu organisieren, das die deutsche Kolonie Togo repräsentieren sollte. Hierfür arbeitete er einen detaillierten Vertrag aus, der die Entlohnung der Völkerschau-Teilnehmer genau regelte. 26 togolesische Männer und Frauen kamen unter seiner Leitung im Frühjahr 1896 nach Berlin – neben Nayo Bruce auch zwei seiner Ehefrauen (Ohui Creppy und Dassi) sowie sein dreijähriger Sohn Kwassi Bruce und zwei seiner Neffen, die Brüder Samuel und Joseph Garber. Unter den fünf Dörfern der Kolonialausstellung, die jeweils eine der deutschen Kolonien in Afrika repräsentierten, galt das togolesische Dorf als das meist beachtete. Die Völkerschau-Truppe führte Tänze oder Gesänge auf und erzielte zusätzliche Einnahmen durch den Verkauf von Souvenirs. Bruce inszenierte sich dabei als „strenger König“, der über seine Untertanen herrschte. Er wehrte außerdem alle Versuche des Anthropologen Felix von Luschan ab, die Völkerschau-Teilnehmer zu untersuchen und zu vermessen.
Am 11. Oktober 1896 erschien in der Kölnischen Zeitung unter der Überschrift „Eine Unterhaltung mit einem Togo-Häuptling“ ein auf Englisch geführtes und ins Deutsche übersetzte Interview mit Nayo Bruce – laut Rea Brändle „sicher das respektvollste Gespräch, das jemals mit einem Völkerschau-Teilnehmer öffentlich geführt wurde“. Über seine Person äußerte Bruce:

„Ich besitze viel Land. Mein Vater war Händler und Häuptling, oder, wie man bei den Weißen sagt, König von Togoland, und als er starb, folgte ich ihm auf dem Throne. Ich habe etwa 2000 Menschen unter meiner Herrschaft, und diese Leute will ich civilisieren, soweit es in meiner Macht steht. Deshalb habe ich meine Tochter hierher in eine Schule geschickt; ich will hier darum bitten, daß man sie Schullehrerin werden läßt, dann soll sie in Togoland die Kinder unterrichten und die Civilisation verbreiten. Auch meine anderen Kinder sollen eine vollständig europäische Erziehung erhalten und nicht so halbcivilisirt bleiben wie ich es bin.“

Er kritisierte außerdem die deutsche Kolonialherrschaft in Togo:

„Sehen Sie, unsere jungen Leute möchten gern mehr lernen, und das wollen die Deutschen nicht. Sie denken, Lesen und Schreiben ist genug für die Neger, aber es ist nicht genug. Die Engländer lassen ihre schwarzen Unterthanen lernen und werden was sie wollen, aber wir werden darin gar nicht unterstützt. Den jungen Leuten, die ich hierher mitgebracht habe, genügt es ja, ein Handwerk zu lernen, aber vielen andern nicht. Viele möchten wirklich studieren: die Rechte oder Medicin. Wir wollen schwarze Advocaten und Aerzte haben. […]  Sehen Sie (sehr ernst), ich bin getauft – seitdem habe ich alles, was früher geschehen ist, hinter mich geworfen; ich will das Unrecht, das auch mir widerfahren ist vergessen. Aber eines will ich doch sagen: Von den weißen Jägern und Reisenden, die in den Busch gewandert sind, ist an den Negern viel Schreckliches verübt worden, Dinge, die ich hier nicht wiedererzählen kann. Wir können sie nicht dafür bestrafen, aber Gott wird sie richten!“

Nach Ende der von Mai bis Oktober dauernden Kolonialausstellung blieb Nayo Bruce noch vier Monate in Berlin, um die Fortsetzung seiner Völkerschau vorzubereiten. Er kehrte im Frühjahr 1897 noch einmal für ein knappes Jahr zurück nach Togo. Seinen Sohn Kwassi Bruce brachte er bei einer deutschen Pflegefamilie unter.

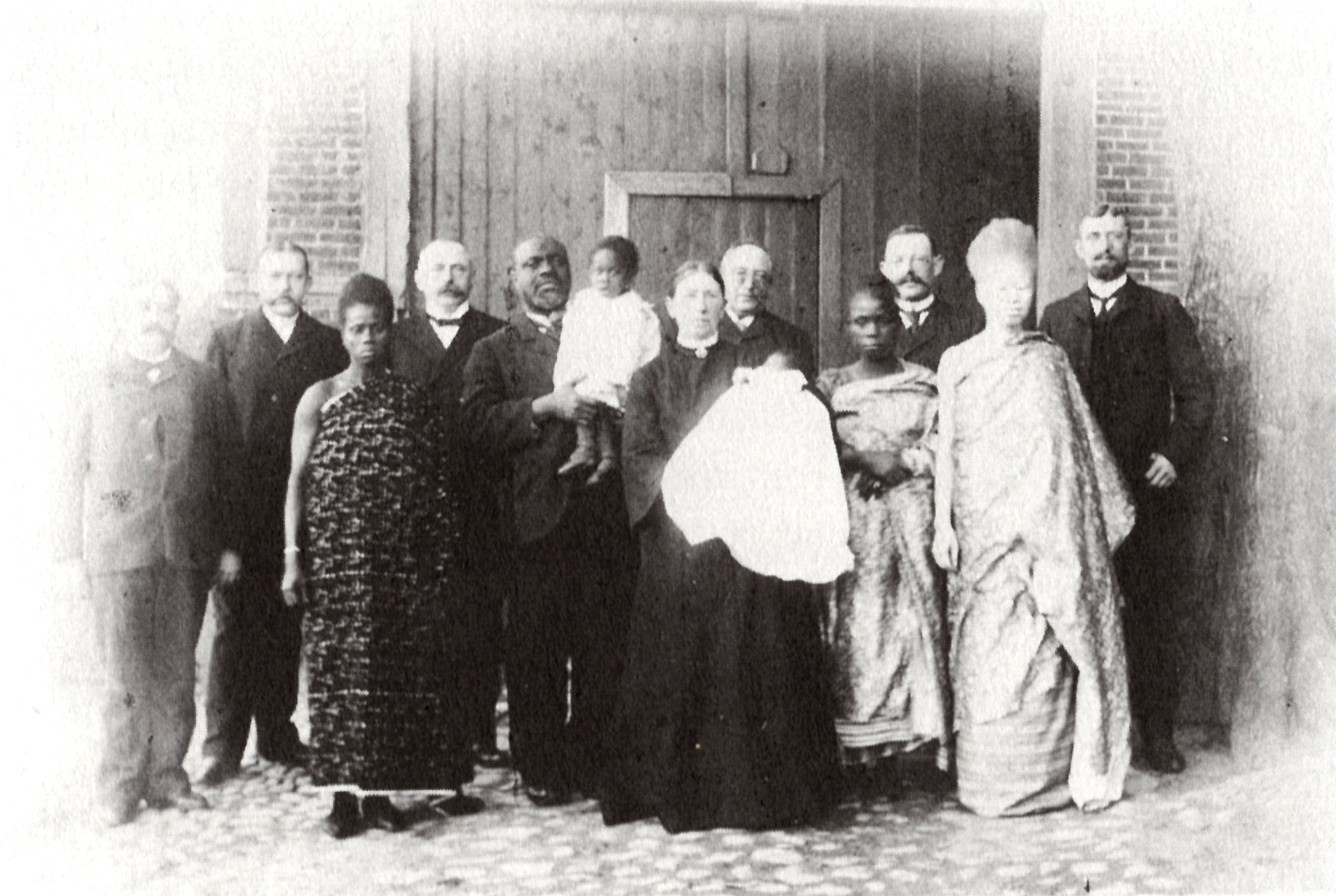
Nayo Bruce (5. v.l.) am 23. März 1905 bei der Tauffeier seiner Tochter Annie Bruce, Gasthaus zum Weißen Ross Ulzburg

Im Februar 1898 kam Nayo Bruce mit einer Gruppe von 36 Togolesen zurück nach Berlin. Zunächst unter Leitung des Impresarios Albert Urbach begann im Berliner Passage-Panoptikum eine über zwanzig Jahre dauernde Tournee mit nach den Recherchen von Rea Brändle 222 Stationen in einer Vielzahl europäischer Staaten. Nachdem Urbach und Bruce sich über vertragliche Zusicherungen zerstritten hatten, führte Bruce ab November 1900 die Schauen eigenständig durch und blieb bis zu seinem Tod der Impresario der „Togo-Truppe“. Besondere Aufmerksamkeit erhielt seine Ehefrau Amanua Kpapo, eine Frau mit Albinismus. Nach Beginn des Ersten Weltkriegs zog die Gruppe nach Russland und in den Kaukasus bis nach Baku. Dort starb Nayo Bruce am 3. März 1919 – nach Angaben der Familie genau an seinem 60. Geburtstag. Allerdings besteht über sein genaues Geburtsdatum keine Sicherheit.

## Nachkommen
Eine Übersicht über die Ehefrauen und Kinder von Nayo Bruce gibt ein auf Grundlage der Recherchen von Rea Brändle erstellter Stammbaum von Jürg Bürgi.
Der 1896 mit nach Berlin gereiste Sohn Kwassi Bruce (1893–1964) wuchs ab 1896 bei einer Pflegefamilie in Berlin auf und wurde in den 1930er Jahren Direktor der Deutschen Afrika-Schau.
Regina Bruce (1900–1991) wurde während der Völkerschau-Tournee in Wuppertal als Tochter von Bruce und Dassy Creppy geboren. Sie war Pädagogin und Präsidentin des Roten Kreuzes von Togo.

## Rezeption

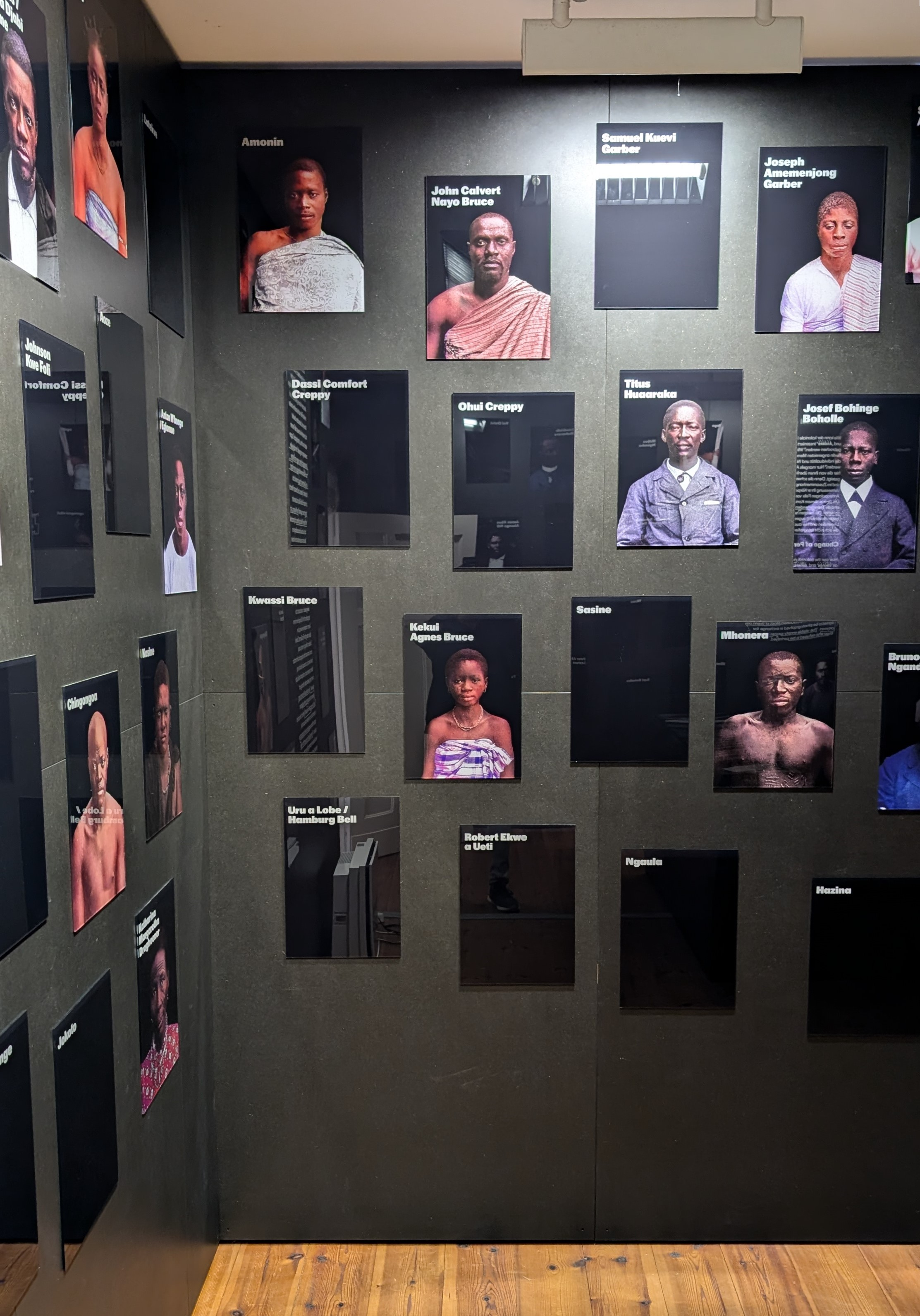
Ausstellung „zurückgeschaut – looking back“ im Berliner Museum Treptow, 2024

Im Museum Treptow im Berliner Stadtteil Johannisthal wird seit 2021 die Ausstellung „zurückgeschaut | looking back. Die Erste Deutsche Kolonialausstellung von 1896 in Berlin-Treptow“ gezeigt. Unter den zahlreichen dort vorgestellten Biografien finden sich auch die von Nayo Bruce und seiner Familie.